# Chiesa di San Carlo Borromeo (Palazzago)
La chiesa di San Carlo Borromeo è la parrocchiale di Burligo frazione di Palazzago in provincia e diocesi di Bergamo; fa parte del vicariato di Mapello-Ponte San Pietro.

## Storia
Sicuramente edificata dopo la canonizzazione di san Carlo Borromeo arcivescovo di Milano, nel 1666 viene indicata nel “Sommario delle chiese di Bergamo”, elenco redatto dal cancelliere gg della curia vescovile Giovanni Giacomo Marenzi, una chiesa con l'intitolazione a san Carlo Borromeo indicata tra gli oratori che dipendevano dalla parrocchia di Palazzago..
Il 31 marzo 1696 fu elevata a parrocchia dal vescovo Daniele Giustiniani smembrata da quella di Palazzago diventando una delle sei parrocchie "in spiritualibus" facenti parte del monastero di San Giacomo di Pontida.
Il vescovo Adriano Bernareggi consacrò la chiesa il 18 ottobre 1947 mantenendone l'antica intitolazione donando e sigillando nella mensa le reliquie dei santi Adriano, Alessandro di Bergamo e Carlo Borromeo. La seconda metà del Novecento vide lavori di manutenzione a ammodernamento come l'impianto di riscaldamento e la collocazione di una nuova bussola lignea d'ingresso.
Con decreto del 27 maggio 1979 del vescovo Giulio Oggioni la chiesa fu inserita nella vicaria locale di Mapello-Ponte San Pietro.

## Descrizione
L'edificio di culto preceduto dal sagrato con pavimentazione in bolognini e le lesene poste terminali alla facciata complete di basamento e terminanti nell'ordine inferiore da una cornice per poi riprendere nell'ordine superiore dove è presente un'apertura rettangolare atta a illuminare l'aula inserita in una profonda svasatura. Il portale completo di paraste e architrave in pietra e nella parte superiore vi è inserito in uno spazio leggermente sfondato, l'affresco raffigurante san Carlo Borromeo in ginocchio di fronte alla Madonna col Bambino.
La chiesa conserva opere di importante interesse artistico del Cinquecento e del Seicento, nonché l'organo lavoro di Francesco Bossi.